# 24 uur van Daytona 2020
De 24 uur van Daytona 2020 (officieel de 2020 Rolex 24 at Daytona) was de 58e editie van deze endurancerace. De race werd verreden op 25 en 26 januari 2020 op de Daytona International Speedway nabij Daytona Beach, Florida.
De race werd gewonnen door de Konica Minolta Cadillac #10 van Ryan Briscoe, Scott Dixon, Kamui Kobayashi en Renger van der Zande. Voor Briscoe was het zijn eerste Daytona-zege, voor Kobayashi en Van der Zande hun tweede, terwijl Dixon zijn derde overwinning in de race behaalde. De LMP2-klasse werd gewonnen door de DragonSpeed USA #81 van Colin Braun, Ben Hanley, Henrik Hedman en Harrison Newey. De GTLM-klasse werd gewonnen door de BMW Team RLL #24 van John Edwards, Augusto Farfus, Jesse Krohn en Chaz Mostert. De GTD-klasse werd gewonnen door de Paul Miller Racing #48 van Andrea Caldarelli, Corey Lewis, Bryan Sellers en Madison Snow.

## Race
Winnaars in hun klasse zijn vetgedrukt.
| Pos. | Klasse | No. | Team                                      | Coureurs                                                           | Chassis                          | Banden | Ronden |
| Pos. | Klasse | No. | Team                                      | Coureurs                                                           | Motor                            | Banden | Ronden |
| ---- | ------ | --- | ----------------------------------------- | ------------------------------------------------------------------ | -------------------------------- | ------ | ------ |
| 1    | DPi    | 10  | Konica Minolta Cadillac                   | Ryan Briscoe Scott Dixon Kamui Kobayashi Renger van der Zande      | Cadillac DPi-V.R                 | M      | 833    |
| 1    | DPi    | 10  | Konica Minolta Cadillac                   | Ryan Briscoe Scott Dixon Kamui Kobayashi Renger van der Zande      | Cadillac 5.5 L V8                | M      | 833    |
| 2    | DPi    | 77  | Mazda Team Joest                          | Oliver Jarvis Tristan Nunez Olivier Pla                            | Mazda RT24-P                     | M      | 833    |
| 2    | DPi    | 77  | Mazda Team Joest                          | Oliver Jarvis Tristan Nunez Olivier Pla                            | Mazda MZ-2.0T 2.0 L Turbo I4     | M      | 833    |
| 3    | DPi    | 5   | JDC-Mustang Sampling Racing               | João Barbosa Sébastien Bourdais Loïc Duval                         | Cadillac DPi-V.R                 | M      | 833    |
| 3    | DPi    | 5   | JDC-Mustang Sampling Racing               | João Barbosa Sébastien Bourdais Loïc Duval                         | Cadillac 5.5 L V8                | M      | 833    |
| 4    | DPi    | 6   | Acura Team Penske                         | Dane Cameron Juan Pablo Montoya Simon Pagenaud                     | Acura ARX-05                     | M      | 828    |
| 4    | DPi    | 6   | Acura Team Penske                         | Dane Cameron Juan Pablo Montoya Simon Pagenaud                     | Acura AR35TT 3.5 L Turbo V6      | M      | 828    |
| 5    | DPi    | 85  | JDC-Miller MotorSports                    | Matheus Leist Chris Miller Juan Piedrahita Tristan Vautier         | Cadillac DPi-V.R                 | M      | 825    |
| 5    | DPi    | 85  | JDC-Miller MotorSports                    | Matheus Leist Chris Miller Juan Piedrahita Tristan Vautier         | Cadillac 5.5 L V8                | M      | 825    |
| 6    | DPi    | 55  | Mazda Team Joest                          | Jonathan Bomarito Ryan Hunter-Reay Harry Tincknell                 | Mazda RT24-P                     | M      | 823    |
| 6    | DPi    | 55  | Mazda Team Joest                          | Jonathan Bomarito Ryan Hunter-Reay Harry Tincknell                 | Mazda MZ-2.0T 2.0 L Turbo I4     | M      | 823    |
| 7    | DPi    | 31  | Whelen Engineering Racing                 | Filipe Albuquerque Mike Conway Pipo Derani Felipe Nasr             | Cadillac DPi-V.R                 | M      | 822    |
| 7    | DPi    | 31  | Whelen Engineering Racing                 | Filipe Albuquerque Mike Conway Pipo Derani Felipe Nasr             | Cadillac 5.5 L V8                | M      | 822    |
| 8    | DPi    | 7   | Acura Team Penske                         | Hélio Castroneves Alexander Rossi Ricky Taylor                     | Acura ARX-05                     | M      | 811    |
| 8    | DPi    | 7   | Acura Team Penske                         | Hélio Castroneves Alexander Rossi Ricky Taylor                     | Acura AR35TT 3.5 L Turbo V6      | M      | 811    |
| 9    | LMP2   | 81  | DragonSpeed USA                           | Colin Braun Ben Hanley Henrik Hedman Harrison Newey                | Oreca 07                         | M      | 811    |
| 9    | LMP2   | 81  | DragonSpeed USA                           | Colin Braun Ben Hanley Henrik Hedman Harrison Newey                | Gibson Technology GK428 4.2 L V8 | M      | 811    |
| 10   | LMP2   | 52  | PR1 Mathiasen Motorsports                 | Gabriel Aubry Nicholas Boulle Ben Keating Simon Trummer            | Oreca 07                         | M      | 809    |
| 10   | LMP2   | 52  | PR1 Mathiasen Motorsports                 | Gabriel Aubry Nicholas Boulle Ben Keating Simon Trummer            | Gibson Technology GK428 4.2 L V8 | M      | 809    |
| 11   | LMP2   | 18  | Era Motorsports                           | Ryan Lewis Dwight Merriman Nicolas Minassian Kyle Tilley           | Oreca 07                         | M      | 800    |
| 11   | LMP2   | 18  | Era Motorsports                           | Ryan Lewis Dwight Merriman Nicolas Minassian Kyle Tilley           | Gibson Technology GK428 4.2 L V8 | M      | 800    |
| 12   | LMP2   | 8   | Tower Motorsports by Starworks            | Ryan Dalziel John Farano David Heinemeier Hansson Nicolas Lapierre | Oreca 07                         | M      | 798    |
| 12   | LMP2   | 8   | Tower Motorsports by Starworks            | Ryan Dalziel John Farano David Heinemeier Hansson Nicolas Lapierre | Gibson Technology GK428 4.2 L V8 | M      | 798    |
| 13   | GTLM   | 24  | BMW Team RLL                              | John Edwards Augusto Farfus Jesse Krohn Chaz Mostert               | BMW M8 GTE                       | M      | 786    |
| 13   | GTLM   | 24  | BMW Team RLL                              | John Edwards Augusto Farfus Jesse Krohn Chaz Mostert               | BMW S63 4.0 L Twin-turbo V8      | M      | 786    |
| 14   | GTLM   | 912 | Porsche GT Team                           | Earl Bamber Mathieu Jaminet Laurens Vanthoor                       | Porsche 911 RSR-19               | M      | 786    |
| 14   | GTLM   | 912 | Porsche GT Team                           | Earl Bamber Mathieu Jaminet Laurens Vanthoor                       | Porsche 4.2 L Flat 6             | M      | 786    |
| 15   | GTLM   | 911 | Porsche GT Team                           | Matt Campbell Frédéric Makowiecki Nick Tandy                       | Porsche 911 RSR-19               | M      | 786    |
| 15   | GTLM   | 911 | Porsche GT Team                           | Matt Campbell Frédéric Makowiecki Nick Tandy                       | Porsche 4.2 L Flat 6             | M      | 786    |
| 16   | GTLM   | 3   | Corvette Racing                           | Nick Catsburg Antonio García Jordan Taylor                         | Chevrolet Corvette C8.R          | M      | 785    |
| 16   | GTLM   | 3   | Corvette Racing                           | Nick Catsburg Antonio García Jordan Taylor                         | Chevrolet 5.5 L V8               | M      | 785    |
| 17   | GTLM   | 25  | BMW Team RLL                              | Connor De Phillippi Philipp Eng Colton Herta Bruno Spengler        | BMW M8 GTE                       | M      | 772    |
| 17   | GTLM   | 25  | BMW Team RLL                              | Connor De Phillippi Philipp Eng Colton Herta Bruno Spengler        | BMW S63 4.0 L Twin-turbo V8      | M      | 772    |
| 18   | GTD    | 48  | Paul Miller Racing                        | Andrea Caldarelli Corey Lewis Bryan Sellers Madison Snow           | Lamborghini Huracán GT3 Evo      | M      | 765    |
| 18   | GTD    | 48  | Paul Miller Racing                        | Andrea Caldarelli Corey Lewis Bryan Sellers Madison Snow           | Lamborghini 5.2 L V10            | M      | 765    |
| 19   | GTD    | 44  | GRT Magnus                                | Andy Lally Marco Mapelli John Potter Spencer Pumpelly              | Lamborghini Huracán GT3 Evo      | M      | 765    |
| 19   | GTD    | 44  | GRT Magnus                                | Andy Lally Marco Mapelli John Potter Spencer Pumpelly              | Lamborghini 5.2 L V10            | M      | 765    |
| 20   | GTD    | 88  | WRT Speedstar Audi Sport                  | Mirko Bortolotti Rolf Ineichen Daniel Morad Dries Vanthoor         | Audi R8 LMS Evo                  | M      | 764    |
| 20   | GTD    | 88  | WRT Speedstar Audi Sport                  | Mirko Bortolotti Rolf Ineichen Daniel Morad Dries Vanthoor         | Audi 5.2 L V10                   | M      | 764    |
| 21   | GTD    | 16  | Wright Motorsports                        | Klaus Bachler Ryan Hardwick Anthony Imperato Patrick Long          | Porsche 911 GT3 R                | M      | 764    |
| 21   | GTD    | 16  | Wright Motorsports                        | Klaus Bachler Ryan Hardwick Anthony Imperato Patrick Long          | Porsche 4.0 L Flat 6             | M      | 764    |
| 22   | GTD    | 54  | Black Swan Racing                         | Jeroen Bleekemolen Trenton Estep Sven Müller Tim Pappas            | Porsche 911 GT3 R                | M      | 763    |
| 22   | GTD    | 54  | Black Swan Racing                         | Jeroen Bleekemolen Trenton Estep Sven Müller Tim Pappas            | Porsche 4.0 L Flat 6             | M      | 763    |
| 23   | GTD    | 96  | Turner Motorsport                         | Bill Auberlen Robby Foley Jens Klingmann Dillon Machavern          | BMW M6 GT3                       | M      | 763    |
| 23   | GTD    | 96  | Turner Motorsport                         | Bill Auberlen Robby Foley Jens Klingmann Dillon Machavern          | BMW 4.4 L Turbo V8               | M      | 763    |
| 24   | GTD    | 63  | Scuderia Corsa                            | Alessandro Balzan Cooper MacNeil Toni Vilander Jeff Westphal       | Ferrari 488 GT3 Evo 2020         | M      | 763    |
| 24   | GTD    | 63  | Scuderia Corsa                            | Alessandro Balzan Cooper MacNeil Toni Vilander Jeff Westphal       | Ferrari F154CB 3.9 L Turbo V8    | M      | 763    |
| 25   | GTD    | 57  | Heinricher Racing with MSR Curb-Agajanian | A.J. Allmendinger Misha Goikhberg Trent Hindman Álvaro Parente     | Acura NSX GT3 Evo                | M      | 762    |
| 25   | GTD    | 57  | Heinricher Racing with MSR Curb-Agajanian | A.J. Allmendinger Misha Goikhberg Trent Hindman Álvaro Parente     | Acura 3.5 L Turbo V6             | M      | 762    |
| 26   | GTD    | 14  | AIM Vasser Sullivan                       | Kyle Busch Parker Chase Jack Hawksworth Michael de Quesada         | Lexus RC F GT3                   | M      | 757    |
| 26   | GTD    | 14  | AIM Vasser Sullivan                       | Kyle Busch Parker Chase Jack Hawksworth Michael de Quesada         | Lexus 5.0 L V8                   | M      | 757    |
| DNF  | LMP2   | 38  | Performance Tech Motorsports              | Cameron Cassels Kyle Masson Robert Masson Don Yount                | Oreca 07                         | M      | 756    |
| DNF  | LMP2   | 38  | Performance Tech Motorsports              | Cameron Cassels Kyle Masson Robert Masson Don Yount                | Gibson Technology GK428 4.2 L V8 | M      | 756    |
| 28   | GTD    | 86  | Meyer Shank Racing with Curb-Agajanian    | Mario Farnbacher Jules Gounon Matt McMurry Shinya Michimi          | Acura NSX GT3 Evo                | M      | 747    |
| 28   | GTD    | 86  | Meyer Shank Racing with Curb-Agajanian    | Mario Farnbacher Jules Gounon Matt McMurry Shinya Michimi          | Acura 3.5 L Turbo V6             | M      | 747    |
| 29   | GTD    | 74  | Riley Motorsports                         | Lawson Aschenbach Felipe Fraga Ben Keating Gar Robinson            | Mercedes-AMG GT3 Evo             | M      | 740    |
| 29   | GTD    | 74  | Riley Motorsports                         | Lawson Aschenbach Felipe Fraga Ben Keating Gar Robinson            | Mercedes-AMG M159 6.2 L V8       | M      | 740    |
| DNF  | GTLM   | 62  | Risi Competizione                         | James Calado Alessandro Pier Guidi Davide Rigon Daniel Serra       | Ferrari 488 GTE Evo              | M      | 738    |
| DNF  | GTLM   | 62  | Risi Competizione                         | James Calado Alessandro Pier Guidi Davide Rigon Daniel Serra       | Ferrari F154CB 3.9 L Turbo V8    | M      | 738    |
| 31   | GTD    | 12  | AIM Vasser Sullivan                       | Townsend Bell Shane van Gisbergen Frankie Montecalvo Aaron Telitz  | Lexus RC F GT3                   | M      | 728    |
| 31   | GTD    | 12  | AIM Vasser Sullivan                       | Townsend Bell Shane van Gisbergen Frankie Montecalvo Aaron Telitz  | Lexus 5.0 L V8                   | M      | 728    |
| 32   | GTD    | 9   | Pfaff Motorsports                         | Lars Kern Dennis Olsen Patrick Pilet Zacharie Robichon             | Porsche 911 GT3 R                | M      | 716    |
| 32   | GTD    | 9   | Pfaff Motorsports                         | Lars Kern Dennis Olsen Patrick Pilet Zacharie Robichon             | Porsche 4.0 L Flat 6             | M      | 716    |
| 33   | GTD    | 11  | GRT Grasser Racing Team                   | Albert Costa Richard Heistand Franck Perera Steijn Schothorst      | Lamborghini Huracán GT3 Evo      | M      | 633    |
| 33   | GTD    | 11  | GRT Grasser Racing Team                   | Albert Costa Richard Heistand Franck Perera Steijn Schothorst      | Lamborghini 5.2 L V10            | M      | 633    |
| DNF  | GTD    | 47  | Precision Performance Motorsports         | Brandon Gdovic Johnathan Hoggard Mark Kvamme Eric Lux              | Lamborghini Huracán GT3 Evo      | M      | 608    |
| DNF  | GTD    | 47  | Precision Performance Motorsports         | Brandon Gdovic Johnathan Hoggard Mark Kvamme Eric Lux              | Lamborghini 5.2 L V10            | M      | 608    |
| DNF  | GTD    | 19  | GEAR Racing Powered by GRT Grasser        | Tatiana Calderón Rahel Frey Katherine Legge Christina Nielsen      | Lamborghini Huracán GT3 Evo      | M      | 471    |
| DNF  | GTD    | 19  | GEAR Racing Powered by GRT Grasser        | Tatiana Calderón Rahel Frey Katherine Legge Christina Nielsen      | Lamborghini 5.2 L V10            | M      | 471    |
| 36   | GTLM   | 4   | Corvette Racing                           | Marcel Fässler Oliver Gavin Tommy Milner                           | Chevrolet Corvette C8.R          | M      | 461    |
| 36   | GTLM   | 4   | Corvette Racing                           | Marcel Fässler Oliver Gavin Tommy Milner                           | Chevrolet 5.5 L V8               | M      | 461    |
| DNF  | GTD    | 98  | Aston Martin Racing                       | Ross Gunn Pedro Lamy Mathias Lauda Andrew Watson                   | Aston Martin Vantage AMR GT3     | M      | 189    |
| DNF  | GTD    | 98  | Aston Martin Racing                       | Ross Gunn Pedro Lamy Mathias Lauda Andrew Watson                   | Aston Martin 4.0 L Turbo V8      | M      | 189    |
| DNF  | GTD    | 23  | Heart of Racing Team                      | Roman De Angelis Ian James Alex Riberas Nicki Thiim                | Aston Martin Vantage AMR GT3     | M      | 151    |
| DNF  | GTD    | 23  | Heart of Racing Team                      | Roman De Angelis Ian James Alex Riberas Nicki Thiim                | Aston Martin 4.0 L Turbo V8      | M      | 151    |

1962 · 1963 · 1964 · 1965 · 1966 · 1967 · 1968 · 1969 · 1970 · 1971 · 1972 · 1973 · 1974 · 1975 · 1976 · 1977 · 1978 · 1979 · 1980 · 1981 · 1982 · 1983 · 1984 · 1985 · 1986 · 1987 · 1988 · 1989 · 1990 · 1991 · 1992 · 1993 · 1994 · 1995 · 1996 · 1997 · 1998 · 1999 · 2000 · 2001 · 2002 · 2003 · 2004 · 2005 · 2006 · 2007 · 2008 · 2009 · 2010 · 2011 · 2012 · 2013 · 2014 · 2015 · 2016 · 2017 · 2018 · 2019 · 2020 · 2021 · 2022 · 2023 · 2024 · 2025